# Raimundo Nonato de Lima Ribeiro
Raimundo Nonato de Lima Ribeiro (født 5. juli 1979) er en tidligere brasiliansk fodboldspiller.